# Miss Universe 2009
A Miss Universe 2009 az 58. versenye volt az évenkénti megrendezésű Miss Universe szépségversenynek. A döntőjét 2009. augusztus 23-án rendezték meg Nassauban a Bahama-szigeteken az Atlantis Paradise Island üdülőhelyen. 84 ország küldött versenyzőt a rendezvényre, a döntőt élőben közvetítette az NBC és a Telemundo, valamint felvételről számos más tévécsatorna szerte a világon. A döntő előtt egy nappal a Turks- és Caicos-szigeteki versenyző visszalépett, így a döntőn csak 83-an vettek részt. A verseny győztese a venezuelai Stefanía Fernández lett.

## Eredmények

### Végeredmény
| Végeredmény        | Versenyző |
| ------------------ | --- |
| Miss Universe 2009 | Venezuela - Stefanía Fernández |
| 2. helyezett       | Dominikai Köztársaság - Ada de la Cruz |
| 3. helyezett       | Koszovó - Marigona Dragusha |
| 4. helyezett       | Ausztrália - Rachael Finch |
| 5. helyezett       | Puerto Rico - Mayra Matos |
| Top 10             | - Csehország - Iveta Lutovská - Dél-afrikai Köztársaság - Tatum Keshwar - Franciaország - Chloé Mortaud - Svájc - Whitney Toyloy - USA - Kristen Dalton |
| Top 15             | - Albánia - Hasna Xhukiçi - Belgium - Zeynep Sever - Horvátország - Sarah Ćosić - Izland - Ingibjörg Egilsdóttir - Svédország - Renate Cerljen          |

### Különdíjak
| Díj                   | Versenyző                                                                           |
| --------------------- | ----------------------------------------------------------------------------------- |
| Best National Costume | - Panama - Diana Broce - Nicaragua - Indiana Sánchez - Thaiföld - Chutima Durongdej |
| Miss Congeniality     | Kína - Wang Jingyao                                                                 |
| Miss Photogenic       | Thaiföld - Chutima Durongdej                                                        |

## Zsűri
A verseny szabályai szerint az előválogatón és a döntőn két különböző zsűri vesz részt.

### Előválogató zsűri
A döntő előtt 1 héttel tartott előválogató zsűrije:
- Mark Wylie, Best Buddies Talent igazgatója.
- Adriana Ching
- Todd Winston
- Rosalina Lydster, divatterveő
- Tiza Tjokroadisumarto
- Corinne Nicolas, A Trump Model Management elnöke
- David Friedman
- Steven Schillaci, tehetségkutató show-műsorok producere (pl. American Idol)
- Mario Mosley, koreográfus
- Sarah Markantonis

### A döntő zsűrije
A döntőn szereplő zsűri feladata az előválogató során kiválasztott 15 továbbjutó közül a győztes és a helyezettek megnevezése.
- Dean Cain, színész és producer
- Tamara Tunie, színésznő
- Colin Cowie, író, producer
- Valeria Mazza, modell
- Matthew Rolston, fotográfus
- Richard LeFrak
- Andre Leon Talley, író, szerkesztő
- Heather Kerzner
- Farouk Shami
- Keisha Whitaker
- Gerry DeVeaux, producer
- George J. Maloof, Jr.

## Versenyzők
| Ország                    | Név                               |
| ------------------------- | --------------------------------- |
| Albánia                   | Hasna Xhukuci                     |
| Angola                    | Nelsa Suraia Pombal Alves         |
| Argentína                 | Johanna Mariel Lasic              |
| Aruba                     | Dianne Croes                      |
| Ausztrália                | Rachael Finch                     |
| Bahama-szigetek           | Kiara Sherman                     |
| Belgium                   | Zeynep Sever                      |
| Bolívia                   | Dominique Naomi Peltier           |
| Brazília                  | Larissa Costa Silva de Oliveira   |
| Bulgária                  | Elitsa Lubenova                   |
| Ciprus                    | Kielia Giasemidou                 |
| Costa Rica                | Jessica Umaña Solís               |
| Curaçao                   | Angenie Simon                     |
| Csehország                | Iveta Lutovska                    |
| Dél-afrikai Köztársaság   | Tatum Keshwar                     |
| Dominikai Köztársaság     | Ada Aimee de la Cruz              |
| Ecuador                   | Sandra Vinces Pinargote           |
| Egyiptom                  | Elham Wagdi                       |
| Salvador                  | Mayella Mena                      |
| Észtország                | Diana Arno                        |
| Etiópia                   | Melat Woldesenbet Yante           |
| Finnország                | Essi Pöysti                       |
| Franciaország             | Chloe Mortaud                     |
| Fülöp-szigetek            | Pamela Bianca Ramos Manalo        |
| Ghána                     | Jennifer Victoria Koranteng       |
| Görögország               | Viviana Campanile-Zagorianakou    |
| Guam                      | Racine Manley                     |
| Guatemala                 | Lourdes Elisa Figueroa Araujo     |
| Guyana                    | Jenel Cox                         |
| Hollandia                 | Avalon-Chanel Weyzig              |
| Honduras                  | Belgica Nathaly Suarez Arias      |
| Horvátország              | Sarah Cosic                       |
| India                     | Ekta Choudhury                    |
| Indonézia                 | Zivanna Letisha Serigar           |
| Írország                  | Diana Donnelly                    |
| Izland                    | Ingibjörg Raghnheidur Egilsdottir |
| Izrael                    | Yulia Dyment                      |
| Jamaica                   | Carolyn Yapp                      |
| Japán                     | Emiri Miyasaka                    |
| Kajmán-szigetek           | Nicosia Lawson                    |
| Kanada                    | Mariana Valente                   |
| Kína                      | WANG Jingyao                      |
| Kolumbia                  | Michelle Rouillard Estrada        |
| Dél-Korea                 | NA Ri                             |
| Koszovó                   | Marigona Dragusha                 |
| Lengyelország             | Angelika Jakubowska               |
| Libanon                   | Martine Andraos                   |
| Magyarország              | Budai Zsuzsa                      |
| Malajzia                  | Joanne Belle NG Li Vun            |
| Mauritius                 | Anais Veerapatren                 |
| Mexikó                    | Karla Maria Carrillo González     |
| Montenegró                | Anja Jovanovic                    |
| Egyesült Királyság        | Clair Cooper                      |
| Namíbia                   | Happie Ntelamo                    |
| Németország               | Martina Lee                       |
| Nicaragua                 | Indiana Sánchez                   |
| Nigéria                   | Sandra Otohwo                     |
| Norvégia                  | Eli Landa                         |
| Olaszország               | Laura Valenti                     |
| Oroszország               | Sofia Rudyeva                     |
| Örményország              | Lika Ordzhnikidze                 |
| Panama                    | Diana Patricia Broce Bravo        |
| Paraguay                  | Mareike Baumgarten Oroa           |
| Peru                      | Karen Schwarz Espinoza            |
| Puerto Rico               | Mayra Matos Pérez                 |
| Románia                   | Bianca Elena Constantin           |
| Spanyolország             | Estíbaliz Pereira Rabade          |
| Svájc                     | Whitney Toyloy                    |
| Svédország                | Renate Cerljen                    |
| Szerbia                   | Dragana Atlija                    |
| Szingapúr                 | Rachel Kum                        |
| Szlovákia                 | Denisa Mendrejova                 |
| Szlovénia                 | Mirela Korac                      |
| Tanzánia                  | Iluminata James Wize              |
| Thaiföld                  | Chutima Chantelle Durongdej       |
| Törökország               | Senem Kuyucuoglu                  |
| Turks- és Caicos-szigetek | Jewel Selver                      |
| Új-Zéland                 | Katie Taylor                      |
| Ukrajna                   | Kristina Kots-Gotlib              |
| Uruguay                   | Cinthia D’Ottone                  |
| USA                       | Kristen Dalton                    |
| Venezuela                 | Stefanía Fernández Krupij         |
| Vietnám                   | VO Hoang Yen                      |
| Zambia                    | Andella Chileshe Matthews         |

### Galéria

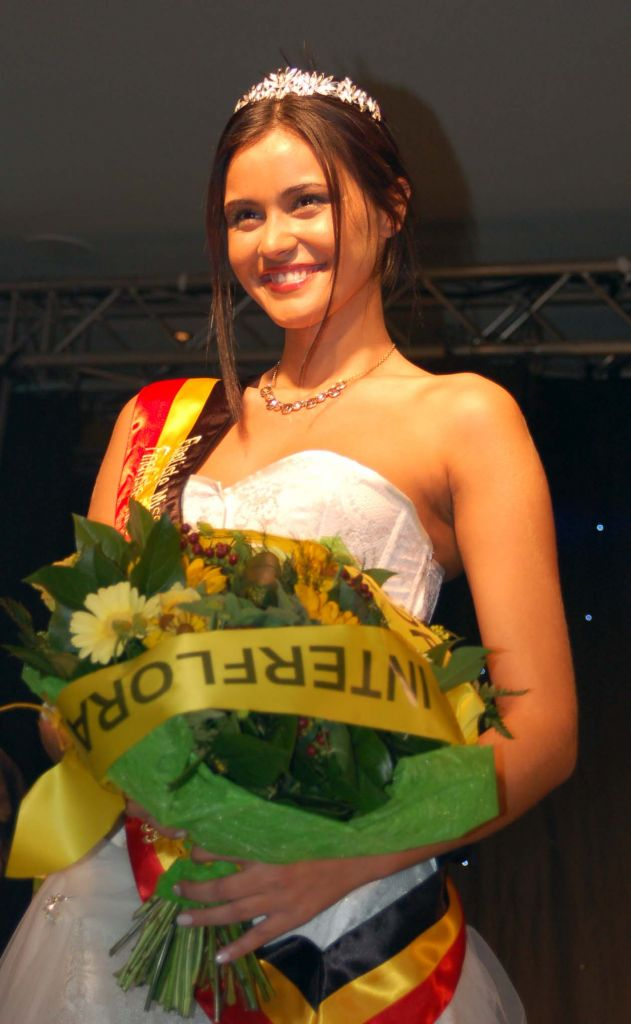
Zeynep Sever Miss Belgium
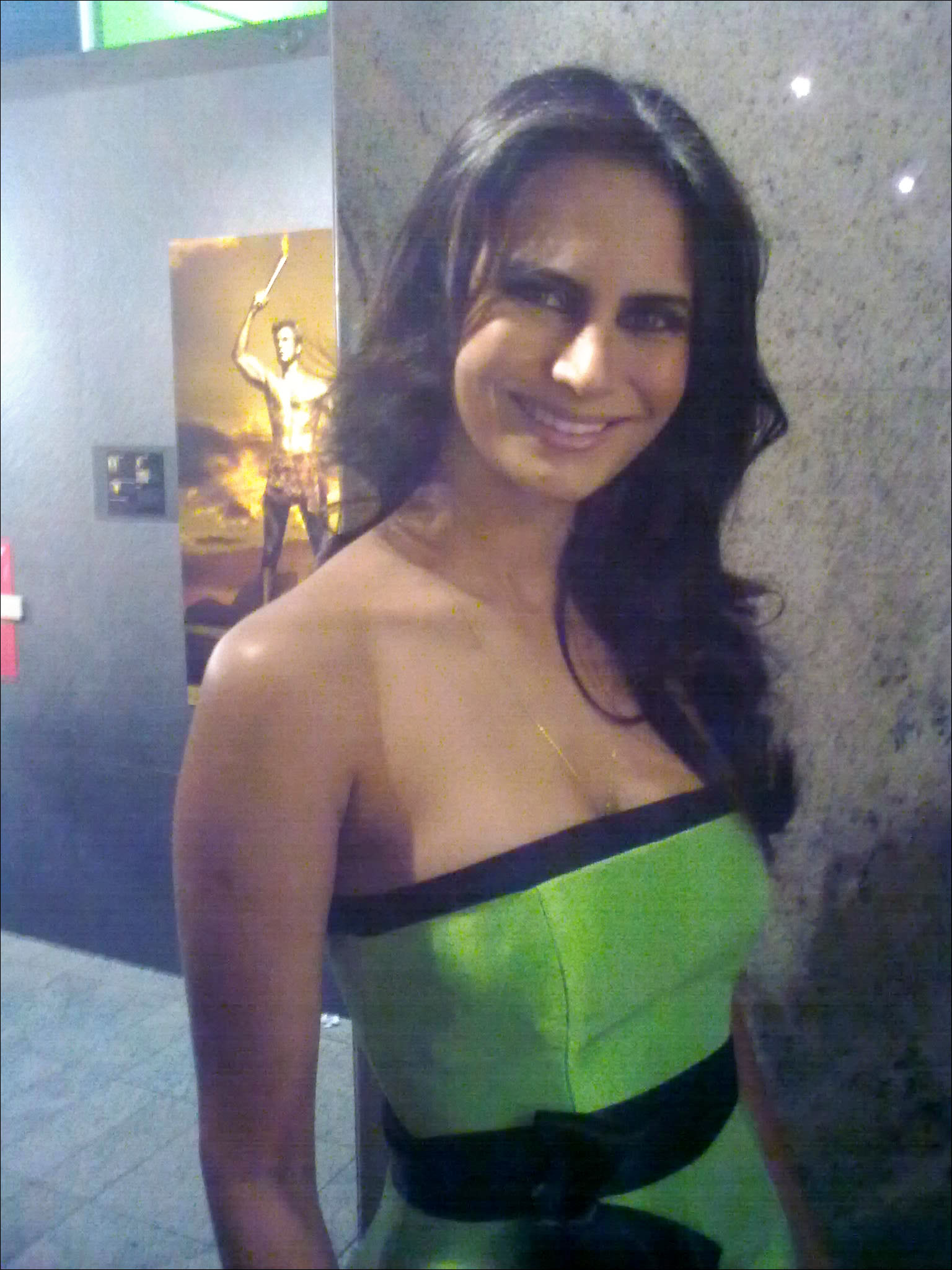
Larissa Costa Miss Brazília
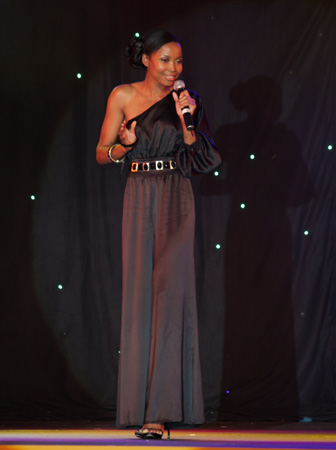
Nicosia Lawson Miss Kajmán-szigetek
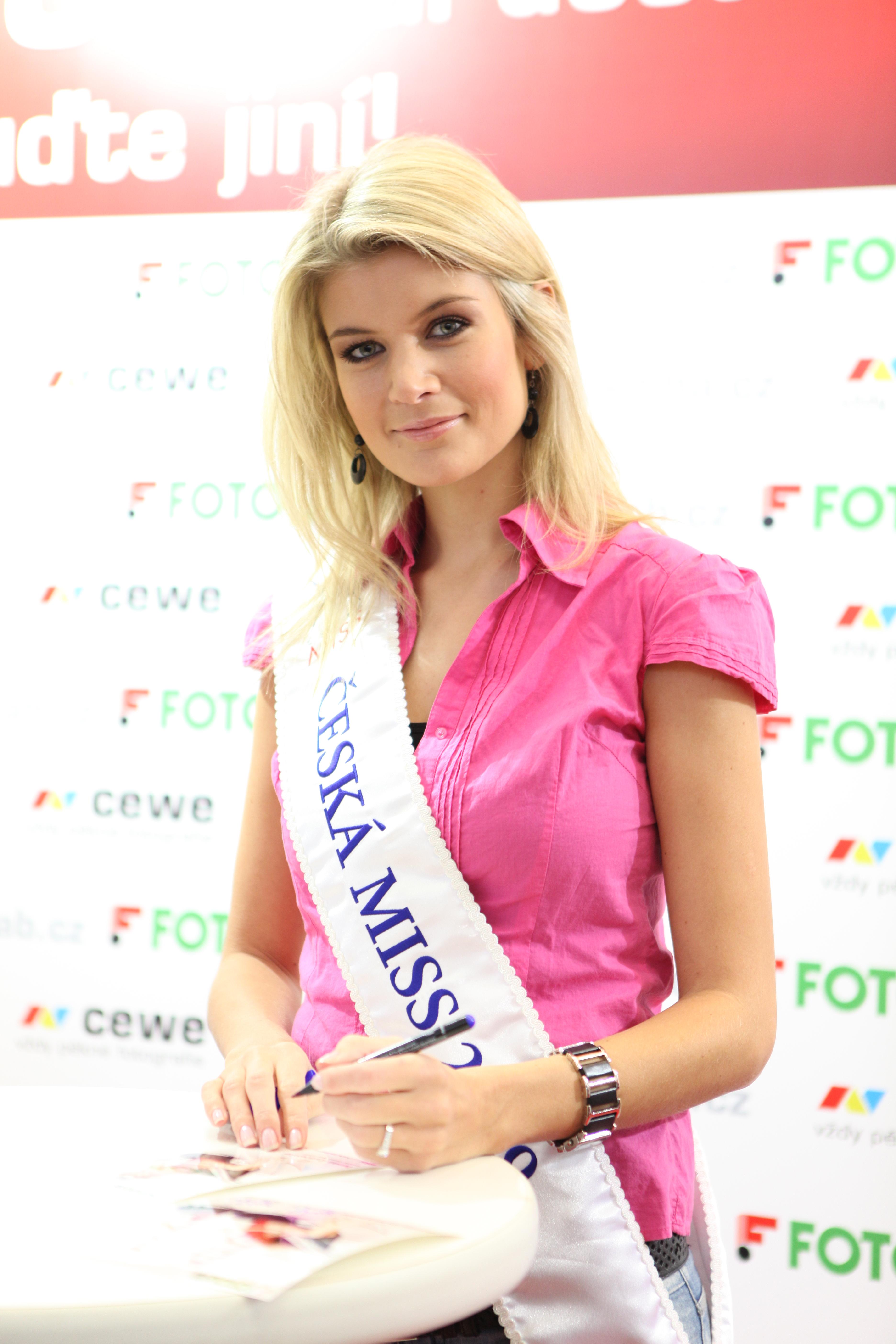
Iveta Lutovska Miss Csehország
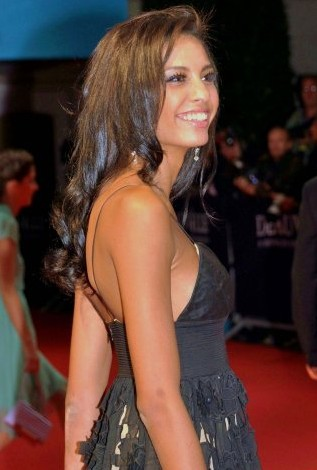
Chloé Mortaud Miss Franciaország
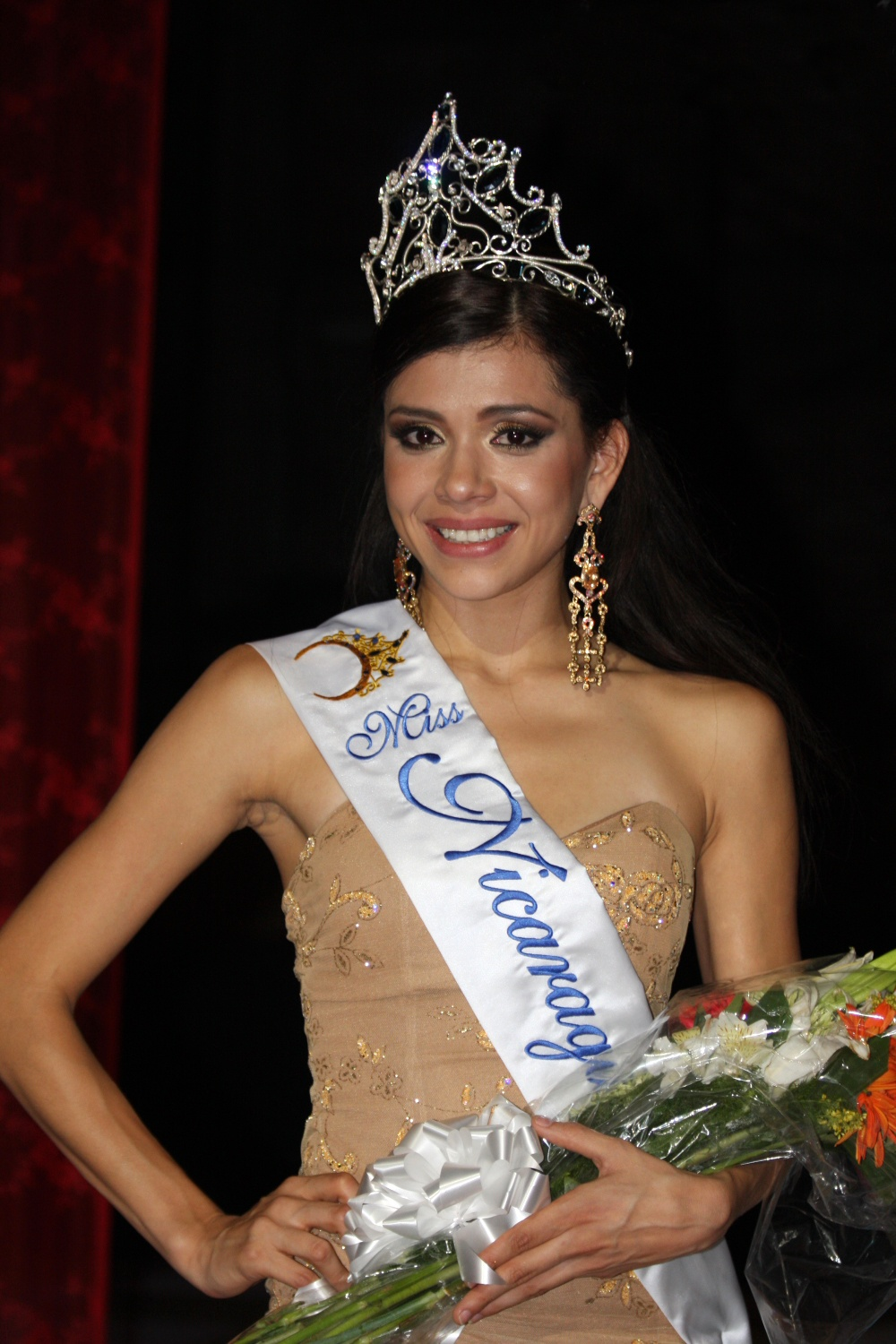
Indiana Sanchez Miss Nicaragua
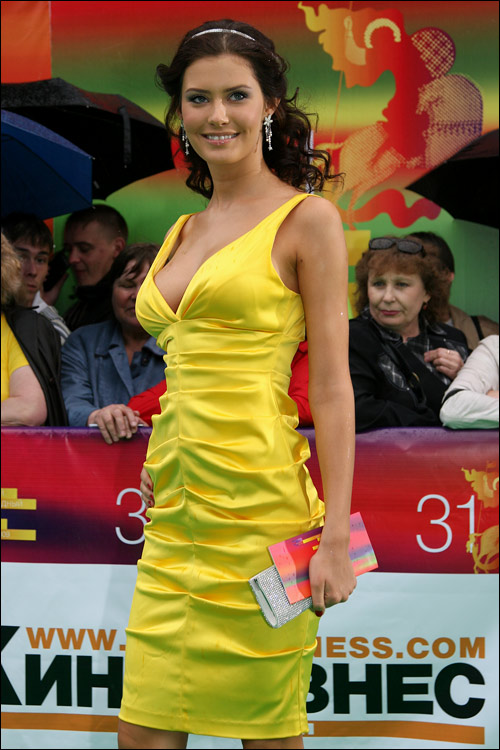
Szofia Rugyeva Miss Oroszország
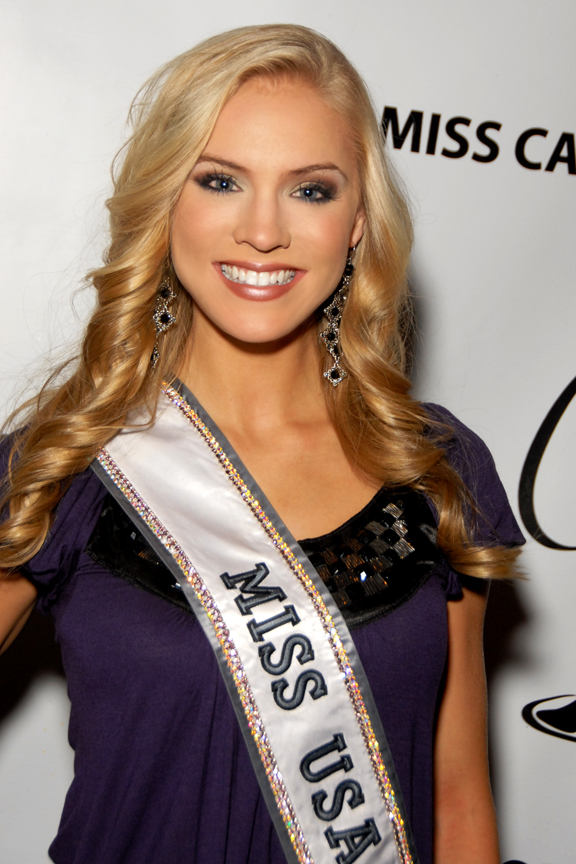
Kristen Dalton Miss USA

### Visszatérő országok
Utoljára 1998-ban versenyzett
- Románia

Utoljára 2006-ban versenyzett
- Etiópia
- Izland
- Namíbia
- Svédország

Utoljára 2007-ben versenyzett
- Bulgária
- Guyana
- Libanon
- Zambia

### Visszalépett
- Antigua és Barbuda
- Dánia
- Kazahsztán:  Olga Nikitina pénzügyi okokból visszalépett
- Északi-Mariana-szigetek: Sorene Maratita, Miss Marianas Universe 2009, pénzügyi okok miatt nem versenyzett.[3]
- Srí Lanka: Faith Landers nem vett részt a versenyen
- Saint Vincent és a Grenadine-szigetek: Ronique Dellimore nem versenyzett
- Trinidad és Tobago: Peter Elias, a verseny Trinidad és Tobago-i franchise-tulajdonosa bejelentette, hogy szponzorok hiánya miatt a 2008. évi versenyt nem tudja megszervezni.
- Turks- és Caicos-szigetek: Jewel Selver betegség miatt visszalépett.[4]

### Más versenyeken
Néhány versenyző más nemzetközi versenyeken is részt vett.
| - Miss World 2010 - Curaçao: Angenie Simon - Miss World 2009 - Dél-afrikai Köztársaság: Tatum Keshwar (3. helyezett) - Franciaország: Chloé Mortaud (4. helyezett) - Belgium: Zeynep Sever - Libanon: Martine Andraos - Mauritius: Anaïs Veerapatren - Namíbia: Happie Ntelamo - Hollandia: Avalon-Chanel Weyzig - Miss World 2008 - Kajmán-szigetek: Nicosia Lawson - Miss World 2007 - Dominikai Köztársaság: Ada Aimée de la Cruz (Top 16) | - Miss International 2009 - Lengyelország: Angelika Jakubowska - Tanzánia: Illuminata James - Miss International 2006 - Egyiptom: Elham Wagdi - Miss Earth 2007 - Anglia: Clair Cooper - Miss Earth 2005 - Egyiptom: Elham Wagdi - Miss Intercontinental 2009 - Grúzia: Lika Ordzhonikidze (Top 15) - Miss Intercontinental 2007 - EGY: Elham Wagdi (Top 15) - Reina Hispanoamericana 2010 - Nicaragua: Indiana Sanchez |